# Fohorem
| \| \| |
|       |

|  |

Fohorem (Fohorém, Fuorém, Fohoren) ist ein osttimoresisches Verwaltungsamt (portugiesisch Posto Administrativo) in der Gemeinde Cova Lima. Verwaltungssitz ist Fohoren.

## Geographie

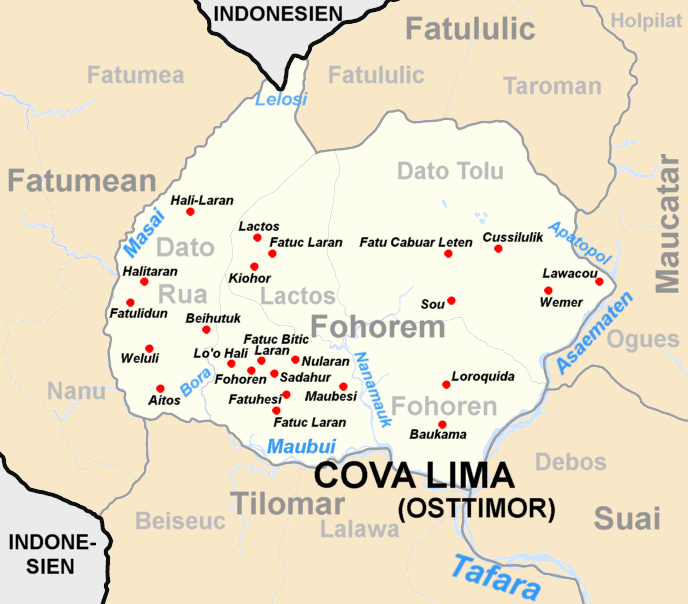
Orte und Flüsse in Fohorem (Grenzen bis 2015)

Bis 2014 wurden die Verwaltungsämter noch als Subdistrikte bezeichnet. Vor der Gebietsreform 2015 hatte Fohorem eine Fläche von 132,80 km². Nun sind es 131,46 km².
Fohorem liegt im Westen Cova Limas. Nordöstlich liegt der Verwaltungsamt Fatululic, östlich Maucatar, südöstlich Suai, südlich Tilomar und westlich Fatumean. Im Norden grenzt Fohorem an das indonesische Westtimor.
Das Verwaltungsamt teilt sich in vier Sucos: Dato Rua, Dato Tolu, Fohoren und Lactos.

Klimadaten
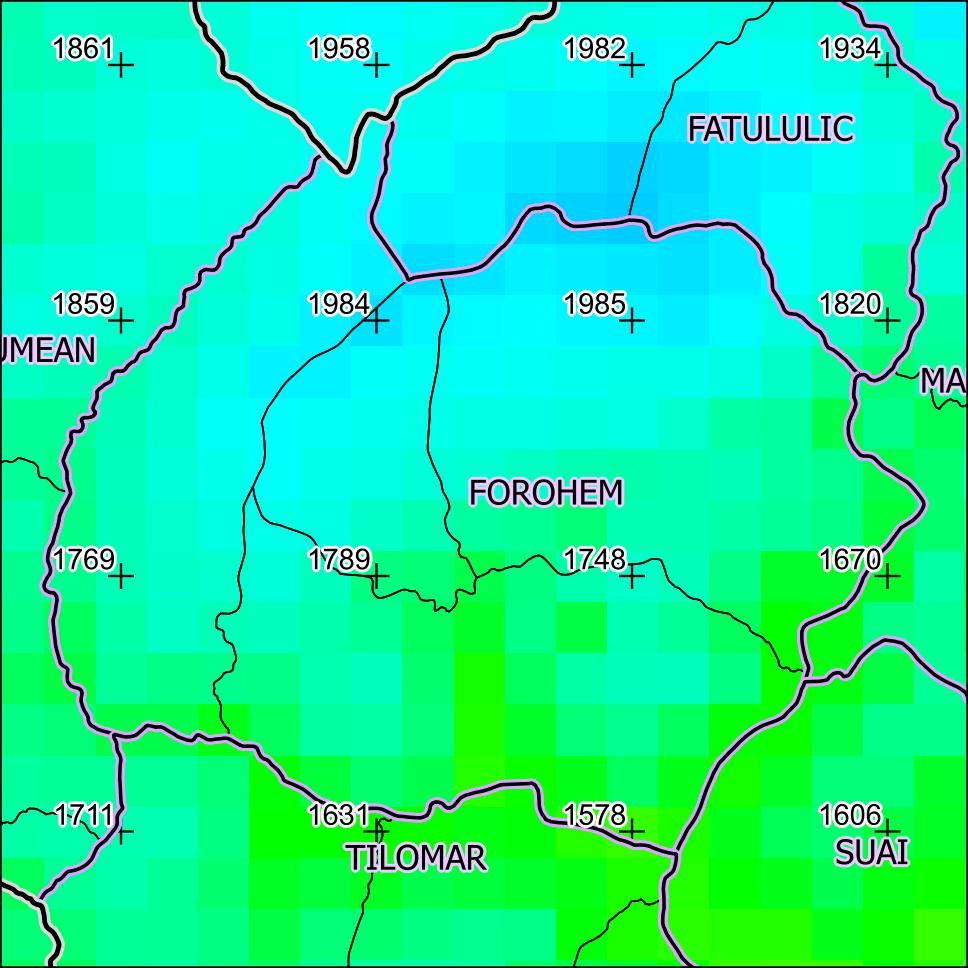
Jährliche Niederschlagsmenge (2000)
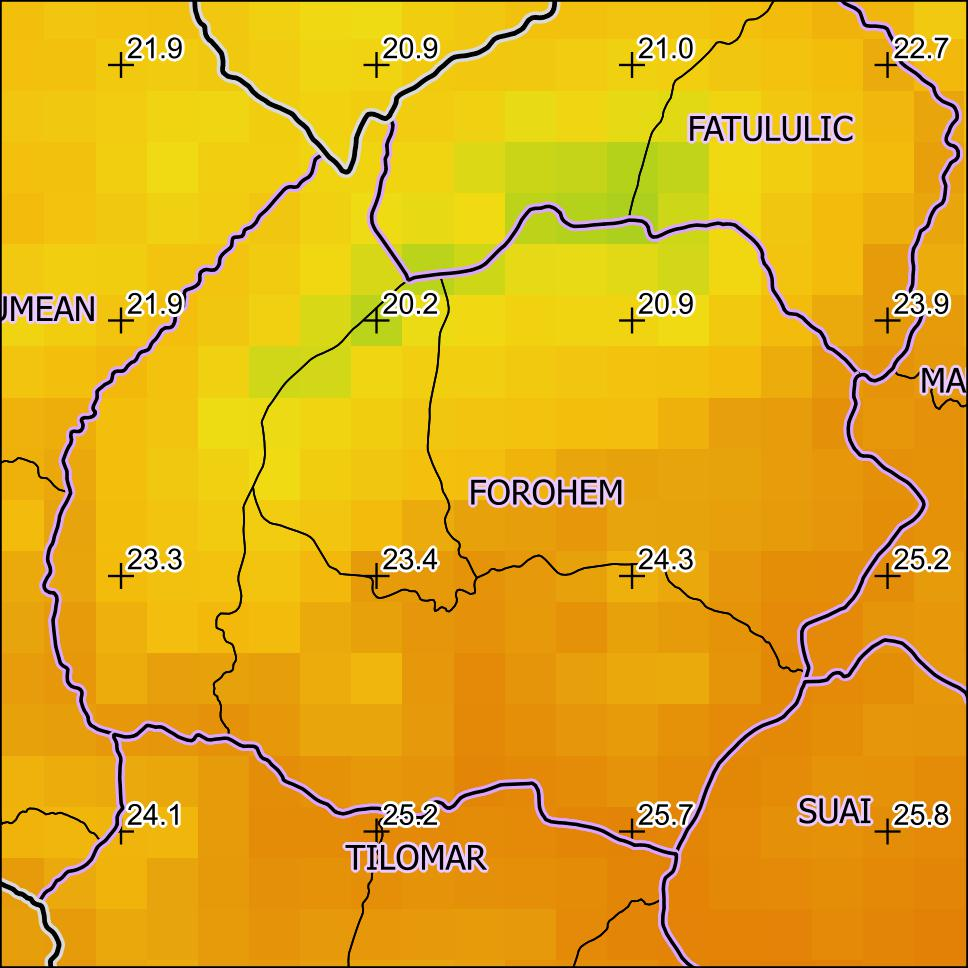
Jahresdurchschnitts-temperatur (2000)

## Einwohner

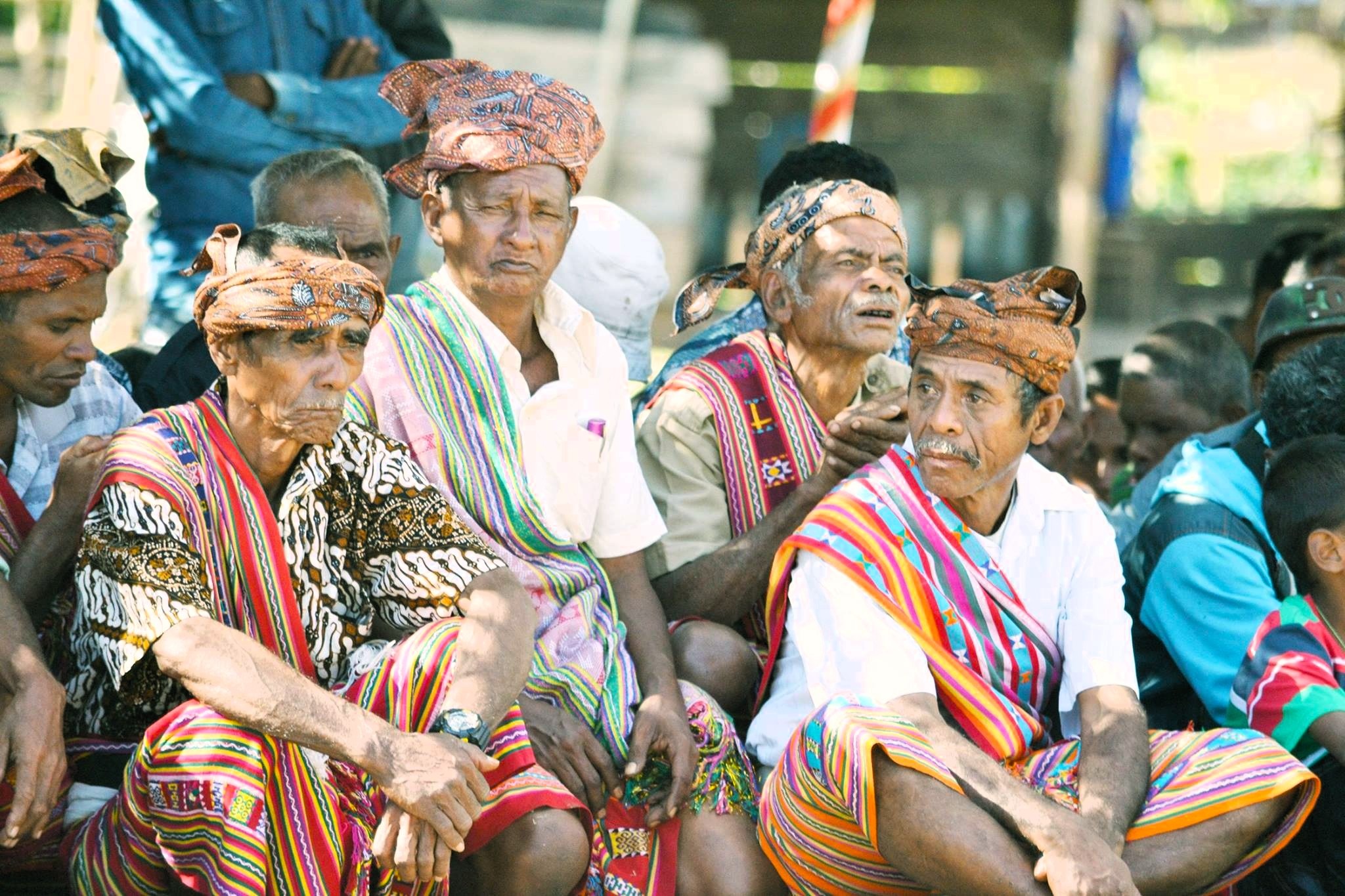
In Dato Tolu

In Fohorem leben 4.583 Menschen (2022), davon sind 2.317 Männer und 2.266 Frauen. Im Verwaltungsamt gibt es 1.084 Haushalte. Die größte Sprachgruppe bilden die Sprecher des Tetum Terik, eines Dialekts der Amtssprache Tetum. Eine große Minderheit spricht die Nationalsprache Bunak. Auffällig ist im Verwaltungsamt der hohe Anteil von Müttern im Teenageralter. Pro Jahr kommt es zu 108,3 Lebendgeburten pro 1000 Mädchen im Alter zwischen 15 und 19 Jahren. Dies ist landesweit der dritthöchste Wert (Landesdurchschnitt: 59,2) und liegt sogar knapp über dem weltweiten Höchstwert von El Salvador von 108 Geburten. Der Altersdurchschnitt beträgt 19,4 Jahre (2010, 2004: 18,4 Jahre).

## Geschichte

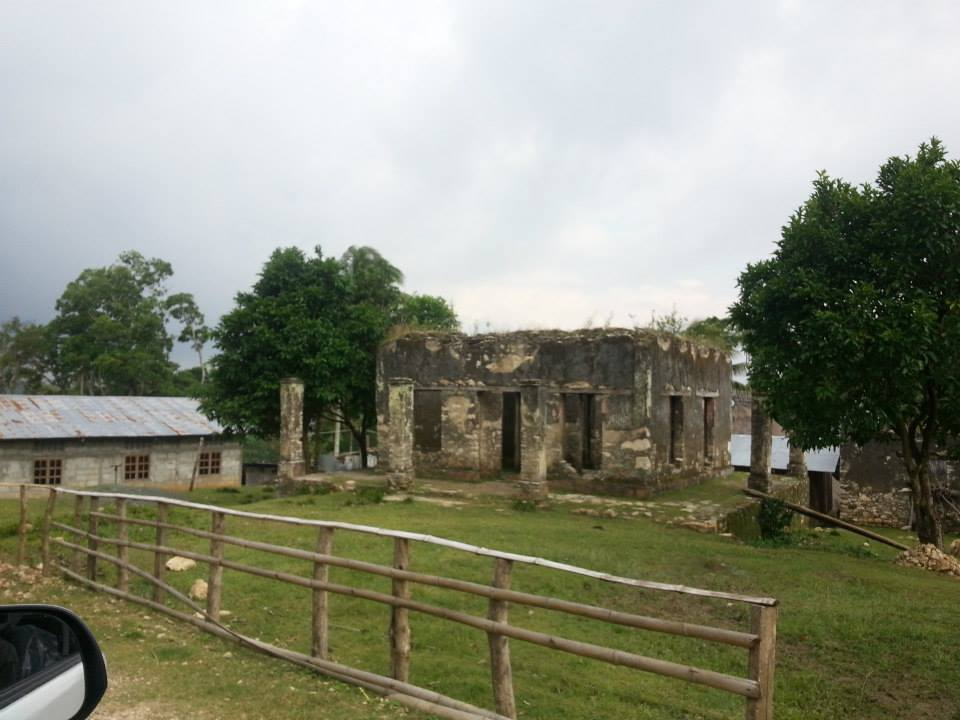
Ruine in Dato Rua

Fohorem war eines der traditionellen Reiche Timors, die von einem Liurai regiert wurden. Es erscheint auf einer Liste von Afonso de Castro, einem ehemaligen Gouverneur von Portugiesisch-Timor, der im Jahre 1868 47 Reiche aufführte.
Nach mündlichen Überlieferungen hatte Fohorem Nutetu durch Diplomatie, Heiratspolitik und Eroberungszüge gegen andere Reiche sich die Oberhoheit in der Region gesichert. In Dato Tolu findet sich ein altes Schwert, dass in einem Stein steckt. Es soll von den Ahnen stammen. Weitere fünf auffällige Steine finden sich dort in einem Betelnusshain. Sie sollen mit den fünf Königstöchtern im Zusammenhang stehen, die nach einer alten Legende Camenaça, Suai, Maucatar, Taroman und Fohorem unter der Oberhoheit ihres Vaters regierten. Hiervon soll sich der Name ableiten. „Koba“ (von dem sich „Kova“ ableitet) ist ein Korb für rituelle Zeremonien und „lima“, das Wort für „fünf“.
Gouverneur José Celestino da Silva führte im März 1895 eine Offensive gegen Fohorem und weitere benachbarte Reiche um sie endgültig für Portugal zu unterwerfen. Fohoren wurde das administrative Zentrum der Portugiesen in der Region. Nach dem Zweiten Weltkrieg wurde Fohoren Teil des Kreises (conselho) Fronteira, dessen Hauptort Bobonaro war. 1961 wurde Cova Lima ein eigenständiger Kreis mit Suai als Hauptstadt.
Liurai Faic wollte die japanische Invasion zu seinem Vorteil zu nutzen. Er und seine Unterstützer hatten sich den Japanern im westtimoresischen Atambua angedient und versuchte im April 1942 die portugiesische Herrschaft in Fohorem zu eliminieren. Er wurde aber schnell besiegt und floh zurück nach Atambua. Im August überquerte er mit seinen Männern nochmal die Grenze und tötete einen portugiesischen Verwalter. Bei diesem Angriff waren auch japanische Kräfte beteiligt.
Um den Angriffen der indonesischen Armee 1976 zu entgehen, flohen die meisten Einwohner der Subdistrikte Fohorem, Fatululic, Fatumean und Tilomar zum Berg Taroman. Andere flohen in die Dörfer Dato Tolu, Fatuloro, Taroman und Lactos.
Nach dem Unabhängigkeitsreferendum in Osttimor 1999 kam es in Lactos zu einem Massaker. 15 Personen wurden von indonesischen Soldaten und Mitgliedern der pro-indonesischen Miliz Laksaur ermordet.

## Politik

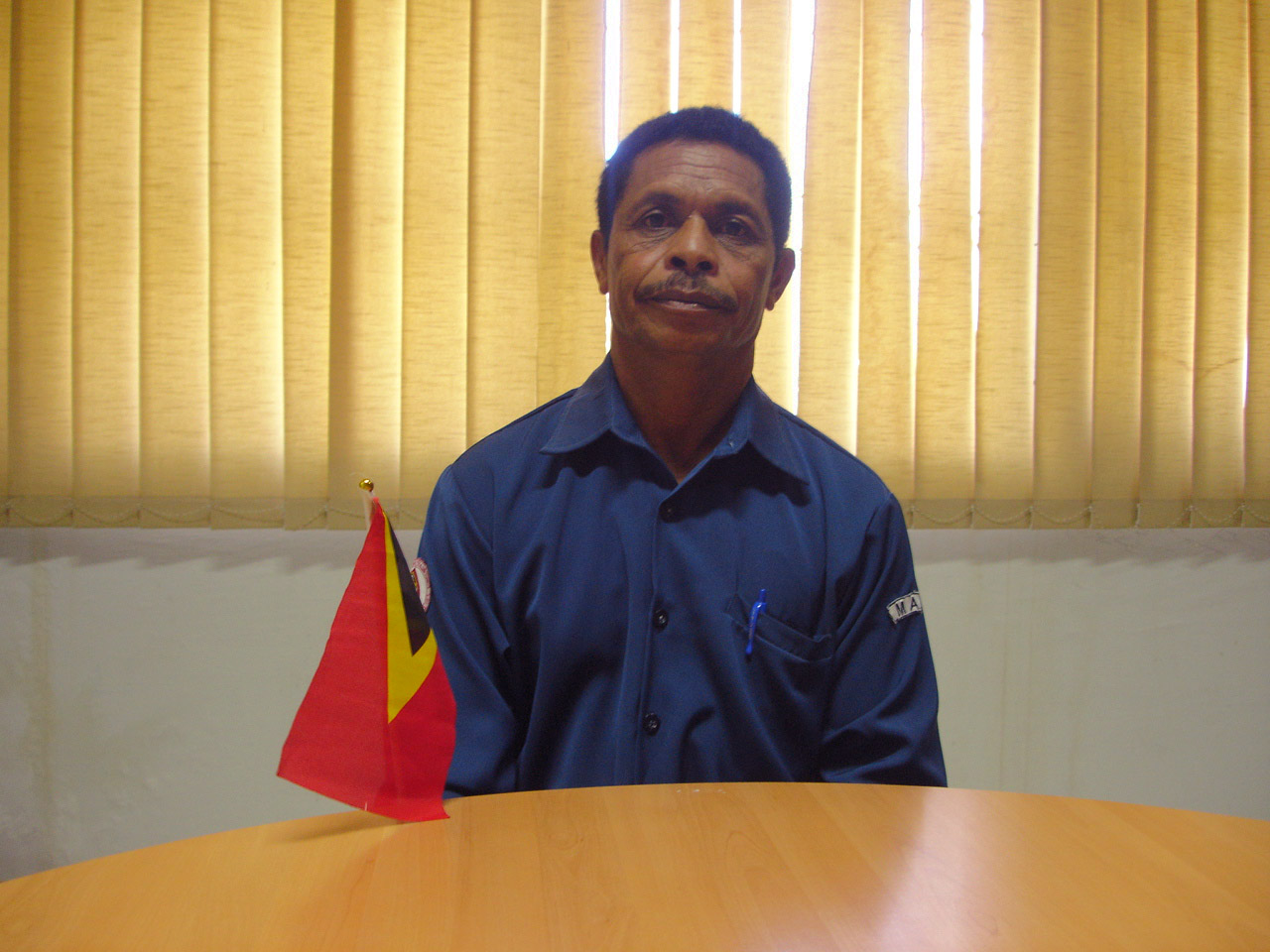
Administrator Carlos Carvalho de Araújo (2013)

Der Administrator des Verwaltungsamts wird von der Zentralregierung in Dili ernannt. 2015/2016 war dies Carlos Carvalho de Araújo. Am 29. Januar 2024 wurde Delfin Amaral zum Administrator ernannt.
In der Kolonialzeit war 1911 Alferes Costa der Militäradministrator in Fohorem.

## Wirtschaft
65 % der Haushalte im Verwaltungsamt bauen Maniok an, 63 % Kokosnüsse, 65 % Mais, 63 % Gemüse, 58 % Kaffee und 21 % Reis.